# Cotegipe
Cotegipe är en kommun i Brasilien.   Den ligger i delstaten Bahia, i den östra delen av landet, 600 km nordost om huvudstaden Brasília. Antalet invånare är 13 638.
Omgivningarna runt Cotegipe är huvudsakligen savann. Runt Cotegipe är det mycket glesbefolkat, med 4 invånare per kvadratkilometer.